# Milano–San Remo 2011

Cursa Milano-San Remo 2011 este ediția 102 a cursei clasice de ciclism Milano-San Remo, cursă de o zi. S-a desfășurat pe data de 19 martie 2011 pe distanța de 298 km.

## Echipe participante
Au fost invitate 25 de echipe cu câte 8 cicliști, în total 200 sportivi, dar numai 198 au luat startul. Echipele invitate sunt:
| - Belgia Omega Pharma-Lotto Quick Step - Danemarca Team Saxo Bank-SunGard - Franța Ag2r-La Mondiale Cofidis FDJ - Italia Acqua & Sapo Androni Giocattolli Lampre-ISD Liquigas-Cannondale - Irlanda Colnago-CSF Inox - Kazahstan Astana | - Luxemburg Leopard Trek - Olanda Rabobank Vacansoleil-DCM - Rusia Team Katusha - Spania Euskaltel-Euskadi Team Movistar Geox-TCM - SUA BMC Racing Team Garmin-Cervélo HTC-Highroad Team RadioShack - Marea Britanie Farnese Vini-Neri Sottoli Team Sky |

## Rezultate
|    | Ciclist                 | Echipă              | Timp       |
| -- | ----------------------- | ------------------- | ---------- |
| 1  | Matthew Goss (AUS)      | HTC-Highroad        | 6h 51' 10" |
| 2  | Fabian Cancellara (SUI) | Leopard Trek        | t.e.       |
| 3  | Philippe Gilbert (BEL)  | Omega Pharma-Lotto  | t.e.       |
| 4  | Alessandro Ballan (ITA) | BMC Racing Team     | t.e.       |
| 5  | Filippo Pozzato (ITA)   | Team Katusha        | t.e.       |
| 6  | Michele Scarponi (ITA)  | Lampre-ISD          | t.e.       |
| 7  | Yoann Offredo (FRA)     | FDJ                 | t.e.       |
| 8  | Vincenzo Nibali (ITA)   | Liquigas-Cannondale | + 3"       |
| 9  | Greg Van Avermaet (BEL) | BMC Racing Team     | + 10"      |
| 10 | Stuart O'Grady (AUS)    | Leopard Trek        | + 12"      |